# Jean Teste (évêque)
Jean Teste  (mort en février 1436), est un ecclésiastique qui fut évêque d'Agde de 1426 à 1436.

## Biographie
Jean Teste issu d'une honorable famille du Languedoc est docteur in utroque jure et pourvu d'un canonicat à la cathédrale de Narbonne lorsqu'il est nommé évêque d'Agde par le Pape Martin V le 21 mai 1426. En 1429 il entre en conflit avec des membres du chapitre de chanoines qu'il est contraint d' excommunier pour absentéisme. Le 29 mai 1430 il est présent au Concile provincial de Narbonne présidé par Pierre de Cotigny évêque de Castres qui représente François de Conzié l'archevêque de Narbonne. La même année il fonde l’Hôpital de la ville d'Agde qui est établi en dehors de la cité. En 1434 il reçoit l'hommage de Guillaume de Pézène pour son domaine de Preignes. IL appose encore son sceau sur la lettre des évêques de la Province de Narbonne au Concile de Bâle le 26 novembre 1435 mais il meurt peu après vers février 1436.